# Truppenübungsplatz Elsenborn

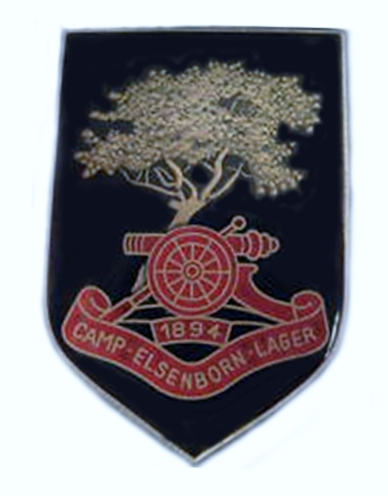
Wappen der Truppenübungsplatz-Kommandantur

Der Truppenübungsplatz Elsenborn ist ein militärisch genutztes Gelände nördlich des Ortes Elsenborn in Belgien, eines Ortsteils der Gemeinde Bütgenbach in der Deutschsprachigen Gemeinschaft. Er ist ohne die zusätzlichen Sicherheitszonen 28 km² groß und wurde 1895 für das preußische VIII. Armee-Korps angelegt, als Elsenborn Teil der preußischen Rheinprovinz und damit Teil des Deutschen Kaiserreichs war. Heute steht er neben den Truppenübungsplätzen (Training Aeras) in Bervelo bei Leopoldsburg (ca. 55 km²), Lagland bei Arlon (ca. 26 km²) und in Marche-en-Famenne den belgischen und ausländischen Armeen innerhalb Belgiens zur Verfügung. Dem Truppenübungsplatz unmittelbar angeschlossen ist das Lager Elsenborn (Camp Elsenborn) der stationierten bzw. übenden Soldaten.

## Lage und Nutzer

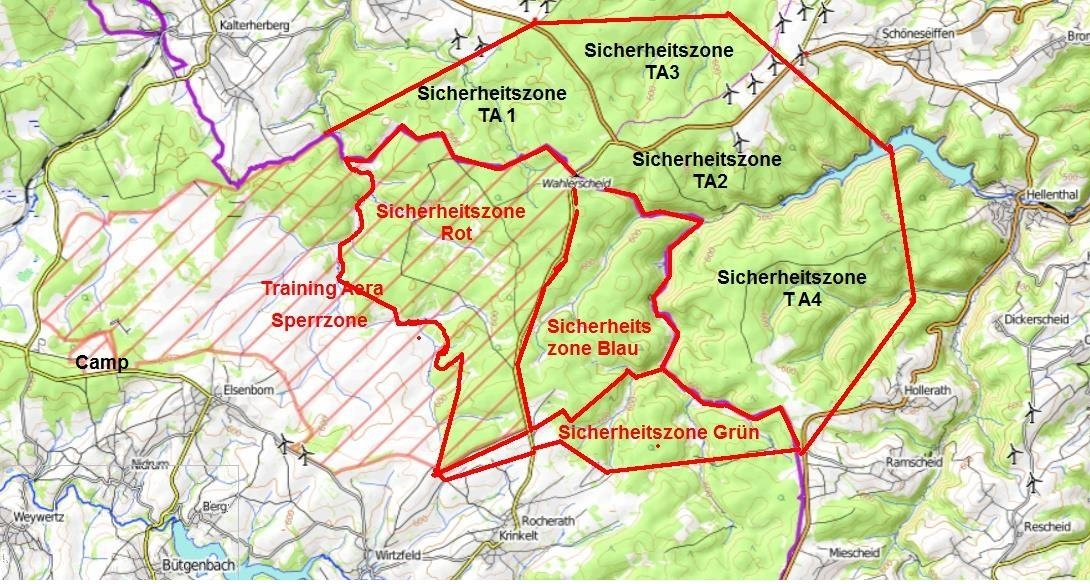
Lage und Sicherheitszonen

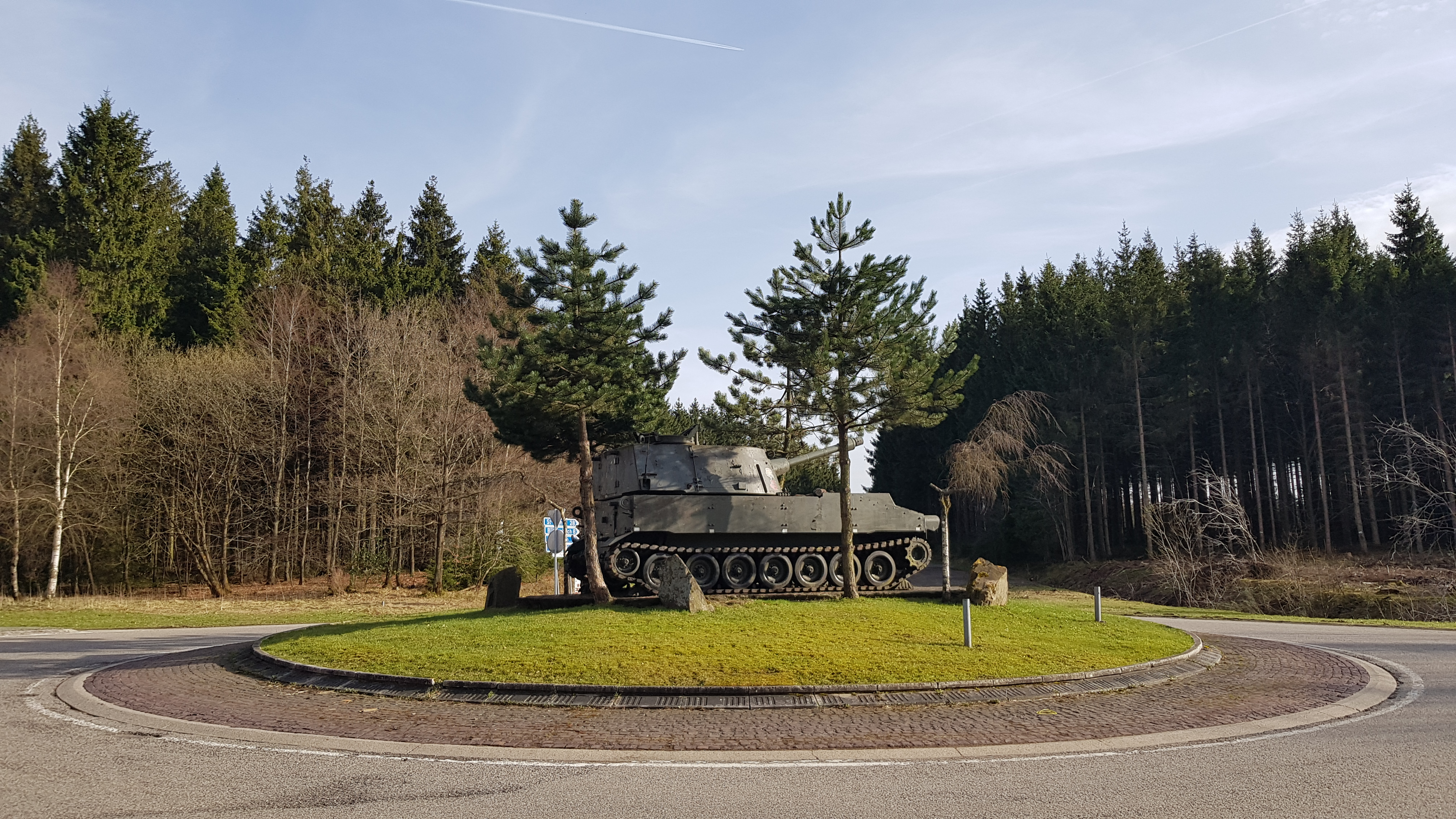
Zufahrt zum Camp Elsenborn, in der Mitte eine M108 Panzerhaubitze

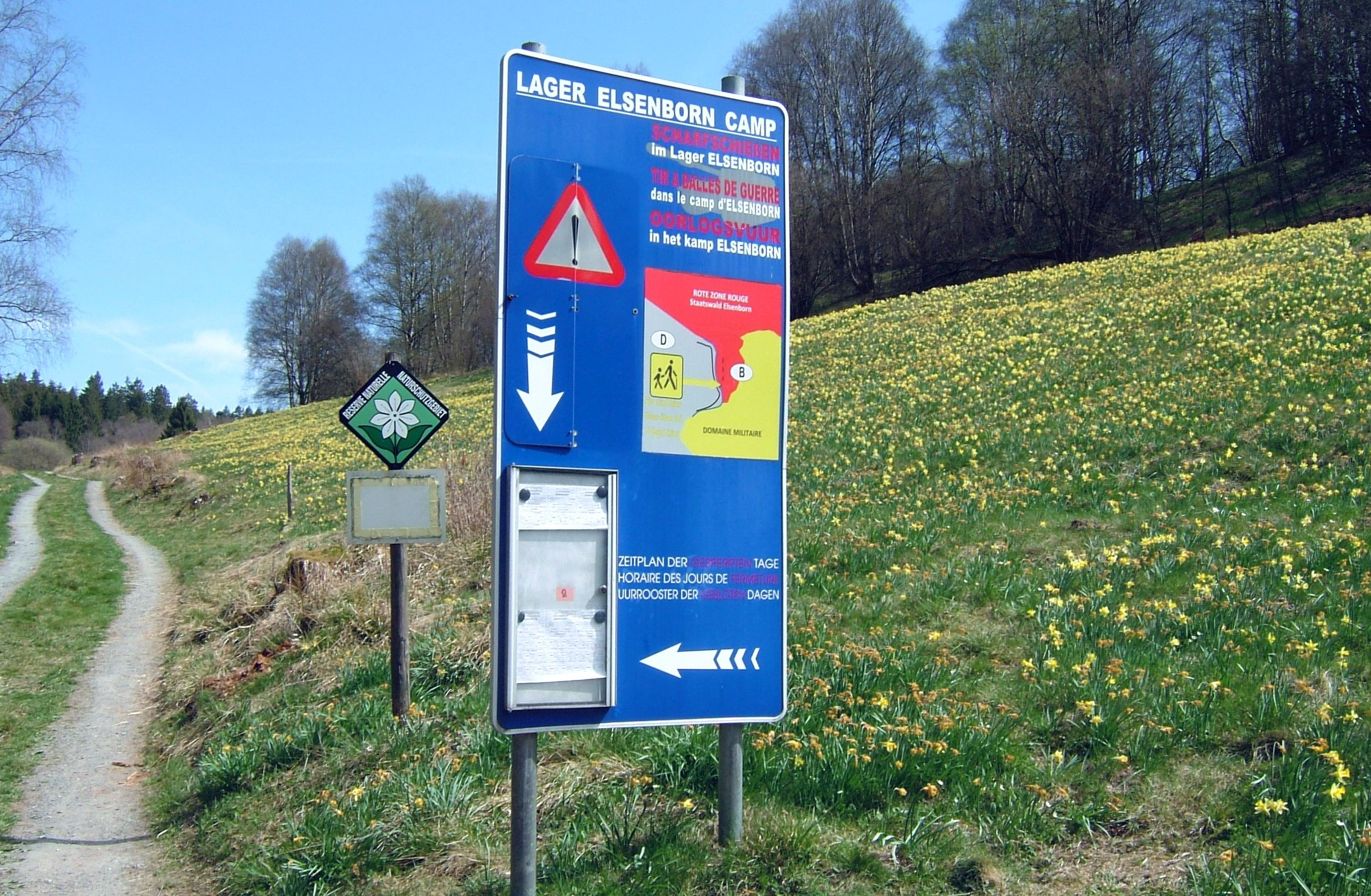
Sperrtafel

Das Areal befindet sich zwischen den Orten Elsenborn im Süden und Sourbrodt im Westen sowie der heutigen Staatsgrenze zwischen Belgien und Deutschland mit Kalterherberg im Norden und in etwa dem Verlauf von Krehbach und Schwalmbach im Osten. Es liegt auf einer leicht welligen Hochfläche von 550 bis 610 m, wobei die „Hohe Mark“ am Nordrand mit 610 m die höchste Erhebung des Übungsgeländes ist. Zusätzlich sind öffentlich begehbare Waldflächen in Richtung Nordosten und Osten als  Sicherheitszonen ausgeschildert, deren Sperrungen durch Hinweistafeln und die örtliche Presse bekanntgegeben werden.
Am südwestlichen Rand des Truppenübungsplatzes liegt das zugehörige Camp Elsenborn, wo sowohl die Unterkünfte, Sozial- und Verwaltungsräume der Truppenübungsplatzkommandantur als auch eine Kapelle für die übenden Truppen und seit 1998 ein öffentliches Museum für Besucher eingerichtet wurden. Seit 1976 kann das Lager während der Manöver bis zu 1.200 Soldaten aufnehmen.
Der Übungsplatz und die Einrichtungen des Camps wurden anfangs überwiegend von Artillerie- und Kavallerieeinheiten genutzt und später allen Waffengattungen zugänglich gemacht. Auf dem Übungsplatz mit seiner maximalen Länge von rund 8 km ohne Sicherheitszonen sind Schießbahnen für leichte Waffen, Mörser und Kanonen eingerichtet. Ebenso steht das Gelände den internationalen Luftstreitkräften zur Verfügung, um dort den Abwurf von Bomben und Raketen sowie das Schießen mit Bordkanonen trainieren zu können. Zudem wird der Truppenübungsplatz von belgischen und ausländischen Armeen im Rahmen gemeinsamer Manöver unter anderem bis vor einigen Jahren von der Allied Command Europe Mobile Forces genutzt sowie von Soldaten, die auf ihre Einsätze in Asien, Afrika, in Ex-Jugoslawien und anderen Krisenherden der Welt vorbereitet werden.
Große Flächen des Truppenübungsplatzes sind im Rahmen der Fauna-Flora-Habitat-Richtlinie als Natura-2000-Schutzgebiete ausgewiesen und stehen unter entsprechender Beobachtung und Pflege.
Schießübungen und/oder Manöver werden von der Gemeinde Bütgenbach regelmäßig der Öffentlichkeit bekannt gemacht.

## Geschichte

### Preußisches VIII. Armeekorps

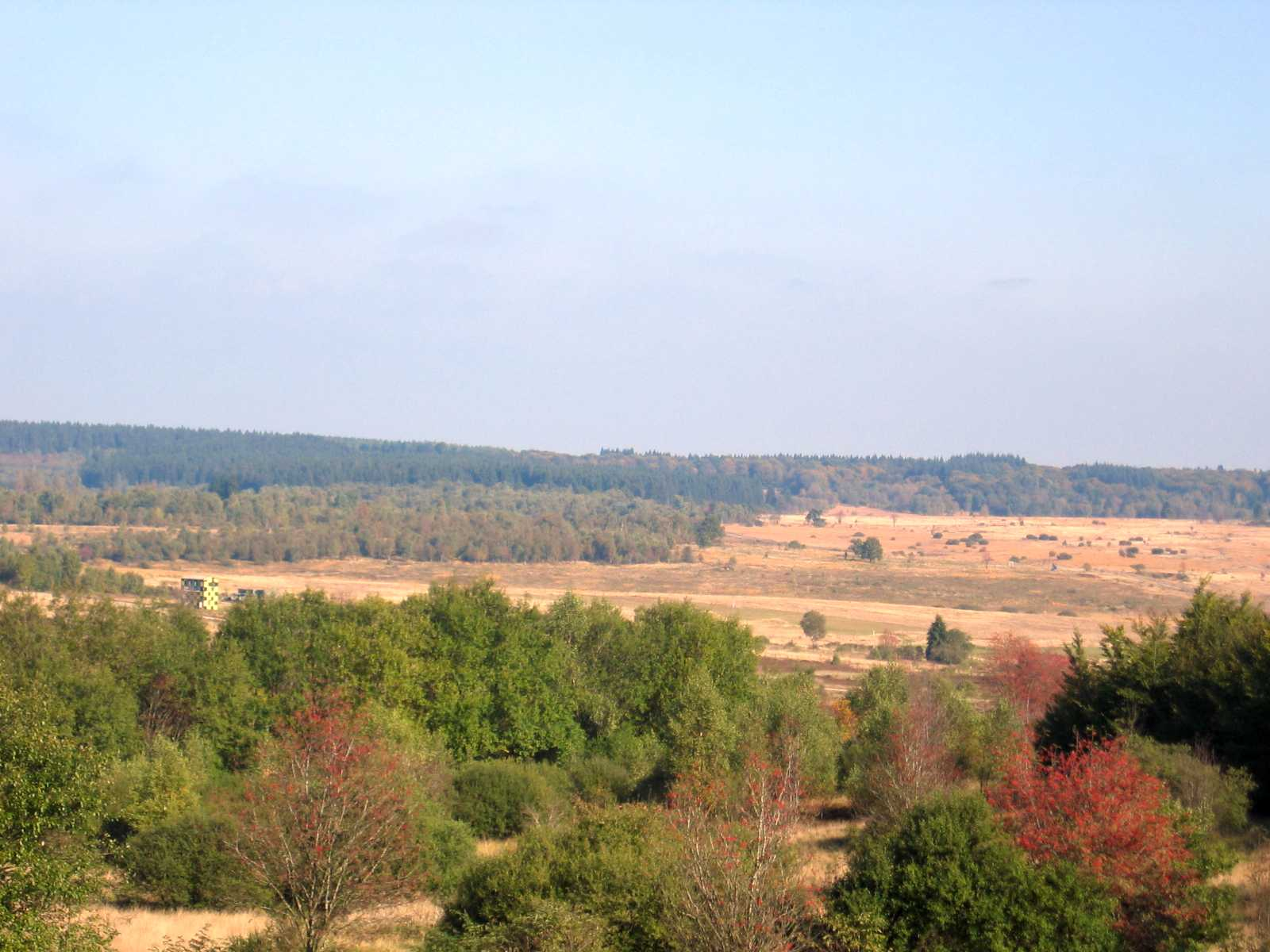
Ausblick über den Truppenübungsplatz

Nachdem das in Koblenz sitzende Generalkommando des Preußischen VIII. Armeekorps Ende der 1880er-Jahre auf der Suche nach einem größeren Übungsgelände Ausschau gehalten hatte, fiel 1891 nach dem Verwerfen eines ersten Vorschlags, Vennflächen zwischen Sourbrodt und Malmedy zu nutzen, die Entscheidung auf eine brachliegende Heide- und Ödlandschaft im südlichen Teil des Hohen Venns. Anfangs stieß das Vorhaben auf heftigen Widerstand der Bevölkerung von Elsenborn aufgrund der Sorge um den Erhalt ihrer landwirtschaftlichen Anbauflächen und um den Bestand ihres Wohnortes. Da die vom Reichstag genehmigten Mittel von 2.350.000 ℳ zum Ausbau des Truppenübungsplatzes unter Einbeziehung des gesamten Dorfes Elsenborn nebst der Entschädigung der Dorfbewohner nicht ausreichten, da hierfür insgesamt 6.000.000 RM erforderlich gewesen wären, war der Fortbestand des Ortes Elsenborn gesichert. Anders verhielt es sich mit dem Widerspruch der Bevölkerung gegen die Enteignungen von Wald-, Venn- und Heidebereichen, der im Jahr 1904 durch Richterspruch abgelehnt wurde, der wiederum die notwendige Abtretung von Gemeindeland für rechtens erklärte.
In der Folgezeit profitierte die Bevölkerung dennoch von dem neuen Übungsplatz, da durch diesen die örtlichen Geschäfte und Dienstleister einen enormen Aufschwung erlebten und zahlreiche zivile Arbeitsplätze in dem neuen Lager eingerichtet wurden. Außerdem wurden neue Wasserleitungen gebaut, das Elektrizitätsnetz ausgebaut, Straßen befestigt sowie Schulen und zivile Wohnungen errichtet. Darüber hinaus zahlte die Militärverwaltung der Gemeinde für jeden Sperrtag eine beträchtliche Abfindung, und zudem profitierten die Geschäfte von dem „Zwangsaufenthalt“ der Durchreisenden.
Durch das Camp bekam der benachbarte Bahnhof Sourbrodt an der Vennbahnstrecke besondere Bedeutung, da er zum Verladebahnhof für die auf dem Platz übenden Einheiten umgebaut wurde. Die schweren Bahntransporte erreichten Sourbrodt vorrangig über die Vennquerbahn, die von Jünkerath kommend über Bütgenbach und Weywertz, wo kopfgemacht werden musste, den Bahnhof Sourbrodt ansteuerten.

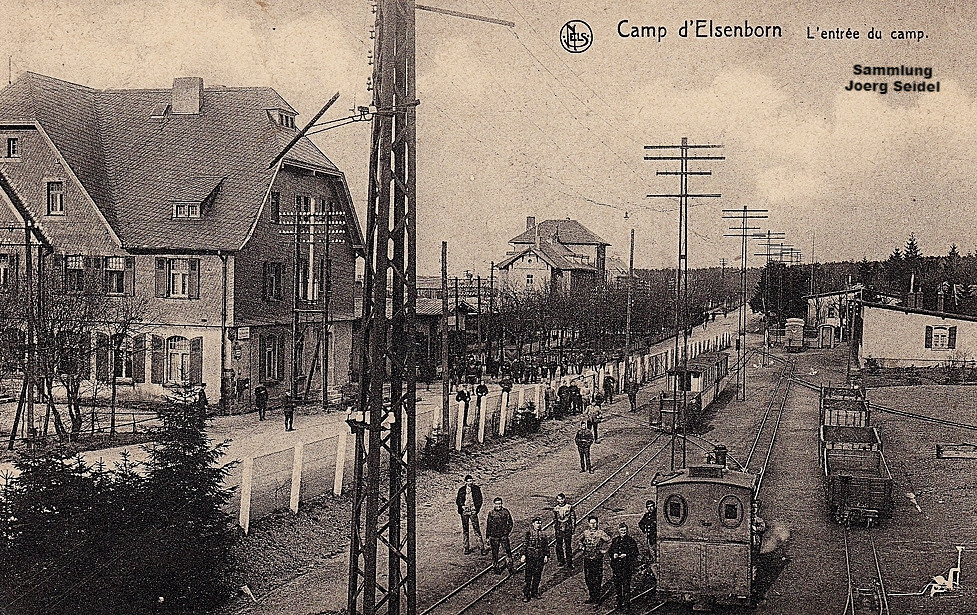
Feldbahn auf dem Truppenübungsplatz Elsenborn am Post- und Telegrafenamt des Lagers, dahinter das Lagergefängnis

Zudem wurde für den Betrieb mit Personen- und Güterwagen zwischen Bahnhof Sourbrodt und Militärlager zwischen 1900 und 1901 die Feldbahn des Truppenübungsplatzes mit einer Spurweite von 600 mm auf 3,2 km Länge gebaut. Ab 1918 wurden D-gekuppelte Brigadelokomotiven der deutschen Heeresfeldbahn eingesetzt. Die dort eingesetzte Kleinbahn und ihre Lok erhielten den Namen „Feuriger Elias“ und wurde vornehmlich für den Transport von Hafer, Gerste und Stroh für die Pferde sowie für den Transport der Soldaten eingesetzt, die die Geschäfte und Gaststätten im Ort aufsuchten.
Der Übungsplatz selbst war mit einem Flugplatzfeld östlich des Lagers, mehreren Schießbahnen mit beweglichen Zielscheibenanlagen sowie drei Beobachtungstürmen zur Manöverbeobachtung ausgestattet. Übungen konnten unter realistischen Bedingungen stattfinden. Bis zum Ersten Weltkrieg erlebten der Truppenübungsplatz und das Lager eine Blütezeit. Das Gelände hatte ein raues Klima und lag abgeschieden. Unter den preußischen Rekruten ging der Spruch um: „Oh Elsenborn, oh Elsenborn, dich schuf der Herr in seinem Zorn“. Ein anderer lautete: „Oh Elsenborn, tief in der Eifel, dich schuf nicht Gott, dich schuf der Teufel“.

### Erster Weltkrieg
Während des Ersten Weltkrieges wurde der Übungsplatz vorwiegend als Ausbildungszentrum und Artilleriedepot genutzt sowie als Gefangenenlager für polnische und russische Soldaten. Diese wurden unter anderem gezwungen, in den Jahren 1914/1915 eine Umgehungsstraße von Kalterherberg bis Nidrum zu bauen, um die Belastungen durch die Sperrungen für den Durchgangsverkehr über die alte und durch das Sperrgebiet verlaufende Straße so gering wie möglich zu halten. Die Gefangenen wurden von dem Sourbrodter Pfarrer Abbé Nicolas Pietkin seelsorgerisch betreut, an den heute ein Denkmal in der Nähe der Sourbrodter Kirche erinnert.
Im Dezember 1918 wurde das Lager von der preußischen Verwaltung aufgegeben und von englischen Truppen übernommen. Da nach dem verlorenen Ersten Weltkrieg die bisherigen preußischen Kreise Eupen, Malmedy und St. Vith aufgrund des Versailler Vertrages in den belgischen Staatsverband integriert worden waren, übernahm im Zuge dessen am 4. Februar 1920 die belgische Armee das Kommando über den Truppenübungsplatz Elsenborn. Am 2. Mai 1920 führte daraufhin König Albert I. seine erste Inspektion durch.

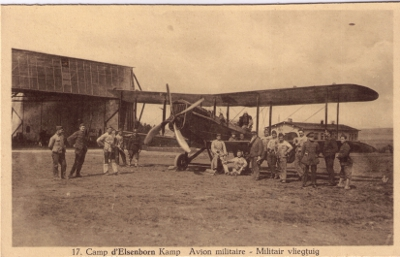
AircoDH4 auf dem Flugplatz Elsenborn

Zwischen den beiden Weltkriegen wurden der Truppenübungsplatz modernisiert, neue Straßen, Wege und Anlagen eingerichtet und die Schießbahnen mit elektro-automatischen Einzugszielscheiben nachgerüstet. Das Flugfeld wurde an die noch heute genutzte Stelle im Westen des Areals verlegt und von der belgischen Luftfahrt sowie für das Training mit Fesselballons verwendet. Von März bis Oktober wurde das Gelände von der berittenen Artillerie genutzt. Im Winterhalbjahr konnten Weidegenossenschaften das Militärgebiet nutzen.

### Zweiter Weltkrieg
Im Vorfeld des Zweiten Weltkrieges wurden wegen der allgemeinen Mobilmachung Belgiens das Lager mit Ausnahme der Festangestellten größtenteils verlassen und 1939 der Kleinbahnbetrieb zum Camp eingestellt sowie die Schmalspurbahn abgebaut. Am 10. Mai 1940 wurde der Übungsplatz im Verlauf des Westfeldzugs der deutschen Wehrmacht von deutschen Truppen eingenommen und für ihre Zwecke wieder in Betrieb genommen. Er diente erneut als Ausbildungs- und Gefangenenlager, diesmal für polnische, sowjetische und serbische Kriegsgefangene. Im Jahr 1944 wurden die Anlagen von amerikanischen Bomben schwer beschädigt und im Anschluss daran von der 9. US-Infanterie-Division der 12th Army Group eingenommen, nachdem zuvor die abrückenden deutschen Truppen große Teile des Lagers und der Einrichtungen in Brand gesetzt und zerstört hatten. Dabei waren mehr als 200 Tote unter den Zivilbeschäftigten, deutschen Soldaten und vor allem unter den Kriegsgefangenen zu beklagen, die zunächst vorläufig in einem Massengrab bei Nidrum beerdigt wurden. Im Rahmen der Ardennenoffensive versuchten deutsche Truppen, den Übungsplatz wieder zurückzuerobern, nahmen aber lediglich den Ostteil des Geländes ein und wurden wenig später wieder von dort vertrieben.

### Verwendung ab 1945

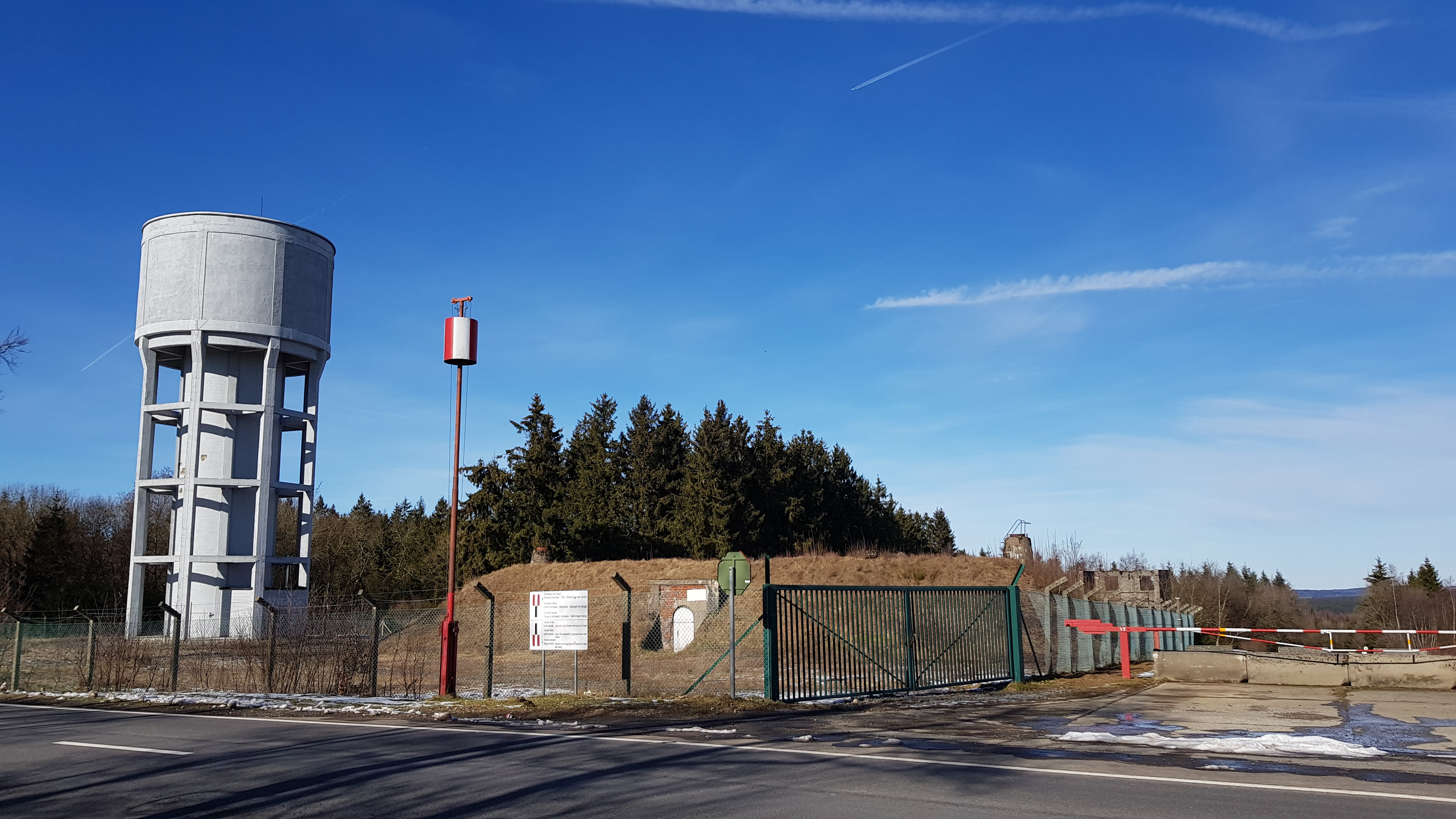
Signal, Betreten verboten, Übungs- und Schießbetrieb

Nach dem Krieg wurde der Truppenübungsplatz und das Camp von der 9. US-Infanterie-Division wieder an die belgische Militärverwaltung übergeben, die alleine drei Jahre dafür benötigte, um die Minen zu räumen. In mehreren Bauphasen wurde die Infrastruktur wiederhergestellt und den neuen militärischen Erfordernissen angepasst. Ferner wurden das Gelände um rund 80 ha erweitert und eine neue Betonstraße nach Wirtzfeld sowie 1976 neue Schießstände und Schießposten angelegt. Auf dem Gelände erfolgte zwischen 1948 und 1956 zunächst die feste Stationierung einer Disziplinarabordnung und von 1959 bis 1969 verschiedener Luftabwehrraketeneinheiten sowie später einer Abteilung des Wing Meteo Wetterdienstes. Mit dem Beitritt Belgiens in die NATO konnte der Truppenübungsplatz nun verstärkt den NATO-Truppen für ihre Manöver zur Verfügung gestellt werden.
Von 1946 bis 2005 wurde im Verbund mit dem nördlich auf deutschem Territorium gelegenen und ebenfalls unter belgischer Verwaltung stehenden Truppenübungsplatz Vogelsang geübt, dessen Gelände nur wenige Kilometer entfernt angrenzt. So schoss die Artillerie beispielsweise in den 50er Jahren zweimal wöchentlich vom Truppenübungsplatz Elsenborn aus auf das im Truppenübungsplatz Vogelsang gelegene Übungsdorf Wollseifen. Zwischen 1955 und 1960 inspizierte König Baudouin mehrfach den Truppenübungsplatz, zuletzt 1960 in Begleitung des Schahs Mohammad Reza Pahlavi von Persien.
Da die Reichweite der neueren schweren Geschütze die auf dem Truppenübungsplatz gegebenen Möglichkeiten übertraf, wurden zeitweilig die feuernden Batterien in der Nähe von Mont Rigi in einer Außenfeuerstellung aufgestellt. Diese Lösung wurde 1958 aufgegeben, da eventuelle Blindgänger die Dörfer Sourbrodt und Elsenborn gefährdet hätten und außerdem dem Naturschutz im Hohen Venn sowie dem Tourismus nicht förderlich gewesen wären. In den 60er Jahren wurde das Zusammenlegen mit dem Übungsplatz Vogelsang diskutiert. 1994 wurde ferner in Erwägung gezogen, den Schießstand Mont Rigi erneut in Betrieb zu nehmen, um hier – an der einzigen Stelle in Belgien, an der dies möglich wäre (Entfernung Mont Rigi – Übungsplatzmitte ca. 10 km) – Granatentypen mit einer Reichweite von 20 km testen zu können. In diesem Zusammenhang wurde auch erneut die Möglichkeit in Betracht gezogen, von dieser Außenfeuerstellung auf ein Zielgebiet auf Vogelsang zu feuern (Entfernung ca. 20 km). Die Anlage der Außenfeuerstellung (Lage) wurde dementsprechend so ausgerichtet, dass sowohl nach Elsenborn als auch nach Vogelsang hätte gezielt werden können. Dieses Anliegen scheiterte am Widerstand der Bevölkerung, der regionalen Politik und den Naturschützern.

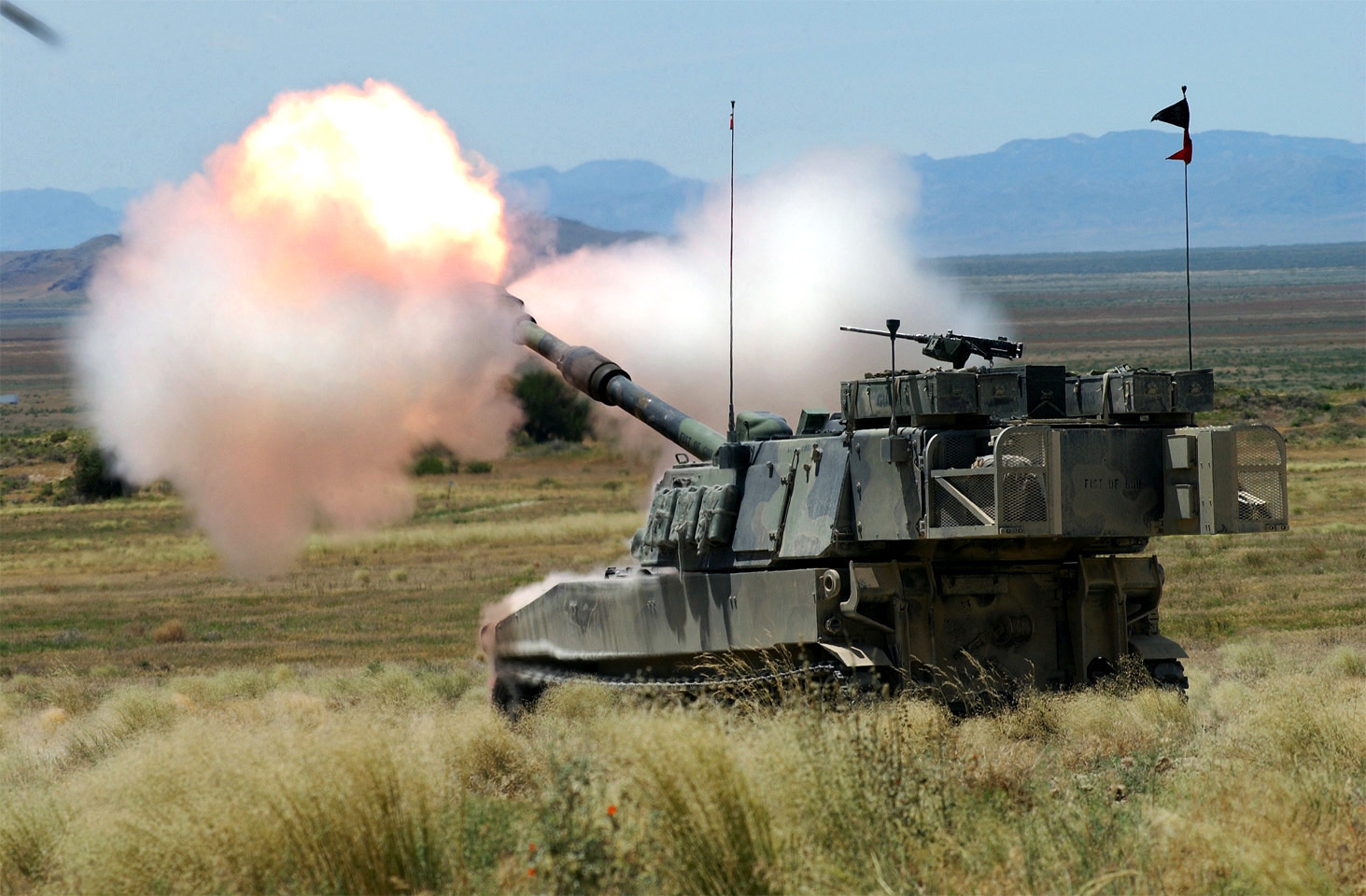
Panzerhaubitze M109 beim Übungsschießen

Die aus Wirtschaftlichkeitsgründen 1952 eingestellte Verbindung über die Vennquerbahn zum Bahnhof Sourbrodt wurde am 11. Oktober 1986 wiedereröffnet, und seitdem konnte erneut der Schwerlastverkehr mit Militär-Güterzügen aufgenommen werden. Die unregelmäßig verkehrenden Züge beförderten Kettenfahrzeuge, Panzer und Panzerhaubitzen für Großmanöver der in Deutschland stationierten NATO-Streitkräfte zum Truppenübungsplatz Elsenborn und wieder zurück. Im Zusammenhang mit dem Zusammenbruch des Warschauer Paktes im Jahr 1991 reduzierte die NATO ihr Übungsprogramm in Elsenborn, und Schritt für Schritt wurde so der militärische Verkehr in den 90er Jahren ebenfalls immer weiter eingeschränkt und am 18. Oktober 1999 endgültig eingestellt.
Nach der Schließung der belgischen Kasernen auf deutschem Boden und dem damit verbundenen Rückzug der Soldaten wurden ab 1990 verschiedene Teileinheiten in Elsenborn stationiert, darunter eine Wartungskompanie der Heeresflieger und 1994 nach der Aufgabe der Kaserne Ratz in Vielsalm eine Teileinheit der „Chasseurs Ardennais“, auch bekannt als „Ardennenjäger“.
Zu Beginn des 21. Jahrhunderts entstand ein jahrelanger Streit zwischen der privaten Rüstungsfirma Mecar aus Petit-Roeulx-lez-Nivelles in der Gemeinde Seneffe in der Provinz Hennegau einerseits und der Gemeindeverwaltung von Bütgenbach sowie örtlichen Bürgerinitiativen andererseits. Hierbei ging es um die langfristige Nutzung des Truppenübungsplatzes durch eine private Firma und deren in der Bevölkerung umstrittene Munitionstests, vor allem mit wolframhaltiger Munition. Mecar erhielt zunächst im Oktober 2002 einen 15-Jahres-Konzessionsvertrag vom belgischen Verteidigungsministerium mit der Genehmigung, über den Truppenübungsplatz verfügen zu können und einen eigenen Schießstand einzurichten, der bereits 2005 bis zum Ablauf des Jahres 2020 verlängert wurde. Da die Gemeindeverwaltung und die Bürger Bedenken gegen die private Nutzung des Übungsplatzes und die Art und Weise der Schießübungen hatten und weil dieses Vorhaben den laufenden Natura-2000-Plänen entgegenstand, wurden entsprechende Rechtsmittel eingelegt, die sich auf mehreren Ebenen und Instanzen jahrelang hinzogen. Anfang 2016 wurde seitens des belgischen Staatsrates abschließend erklärt, dass der Vertrag mit Mecar hinfällig sei und es zu keiner privaten Nutzung kommen werde.

## Camp Elsenborn

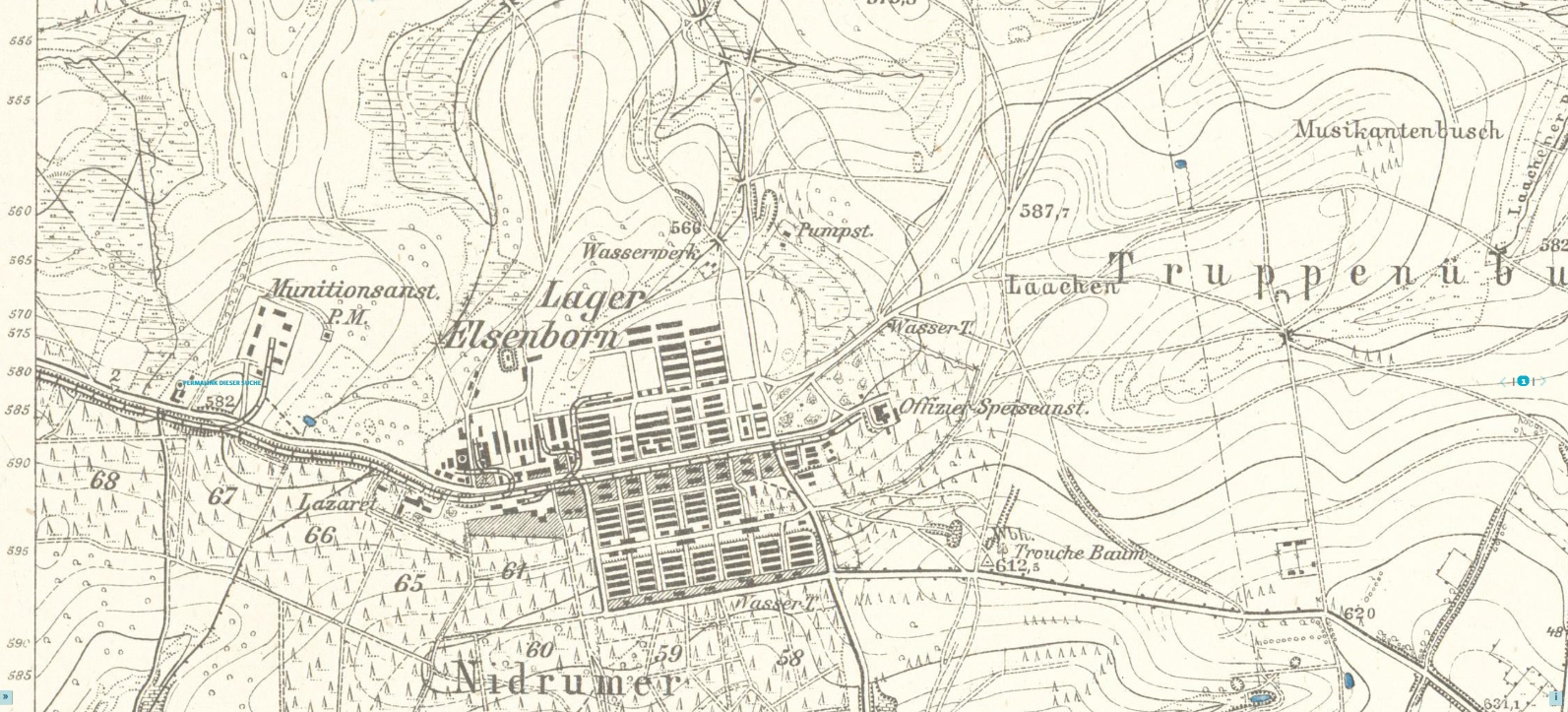
Elsenborn, Messtischblatt von 1910

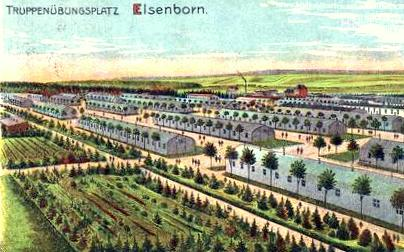
Camp Elsenborn um 1913

Nach der Genehmigung zur Einrichtung eines Truppenübungsplatzes wurde das ausgewiesene Übungsgelände bereits ab 1894 genutzt, bevor es passende Einrichtungen zur Unterbringung der Soldaten gab. Diese mussten zunächst zum Teil bei Bauern in der Umgebung unterkommen oder mit einem vorläufigen Zeltlager vorliebnehmen. Ein Jahr später wurden die ersten Blechbaracken für die Offiziere errichtet und Trinkwasserleitungen gelegt. Zwischen 1896 und 1897 entstanden weitere Baracken, diesmal für die einfachen Soldaten aus Blech und aus Steinmaterial für die Offiziere sowie aus Holz für die Pferde. Zugleich wurden Spezialgebäude für das Garnisonspersonal, die Kommandantur, die Feldpost und für das Kasino sowie ein Wach- und Arrestgebäude errichtet. Ab 1898 kamen ein Krankenrevier und mehrere Badehäuser sowie ein Elektrowerk hinzu und wurden neue Stromleitungen verlegt. Damit konnte das Lager bis zu 5000 Soldaten und 1500 Pferde aufnehmen, was zu damaliger Zeit etwa drei Brigaden entsprach. In den Jahren 1911/12 wurde das Camp um ein weiteres Gebäude für eine feste Poststation und um eine Kasernenanlage für das Dauerpersonal ergänzt.
Nach dem Ersten Weltkrieg wurden von der belgischen Militärverwaltung die letzten Blechbaracken durch feste Unterkünfte ersetzt und zudem die Pferdebaracken erweitert und modernisiert sowie eine Holzkapelle errichtet. Zum ständig im Lager verbleibenden Personal gehörten etwa 10 Offiziere, 20 Unteroffiziere und 70 Mannschaftsdienstgrade sowie eine Transporteinheit mit rund 70 Zivilisten, die mehrheitlich aus der umliegenden Bevölkerung geworben wurde. Die Transporteinheit wurde im Winterhalbjahr, in dem jeweils keine Übungen auf dem Platz stattfanden, in die Kaserne von Bressoux verlegt.
Nach den Zerstörungen durch die Angriffe im Zweiten Weltkrieg konnten ungefähr 70 % der Gebäude nicht mehr benutzt werden und war ein Großteil der Infrastruktur nicht mehr brauchbar. Nach Kriegsende errichtete die wieder eingesetzte belgische Verwaltung 60 Baracken für die Mannschaften und sanierte die weitestgehend unversehrt gebliebenen Baracken für die Offiziere und Unteroffiziere, wobei gemäß den neuen Anforderungen auf die Wiederherstellung der Pferdebaracken verzichtet wurde. Diese wurden zu Garagen umgebaut, die durch weitere offene Stellplätze ergänzt wurden. Die Kapelle wurde renoviert und rund 26 km Straßenflächen, davon 14 km für den Zivilverkehr, saniert, die Trinkwasseranlage und das Stromnetz instand gesetzt. Somit konnte das Lager wieder etwa 300 Offiziere, 400 Unteroffiziere und 2100 Soldaten aufnehmen. Da ab 1959 zusätzliche Truppenteile, wie beispielsweise die Luftabwehrraketeneinheiten, Unterkunft benötigten, wurden zudem der Bau neuer Wohnhäuser für das permanente Personal und im Jahr 1965 der Bau einer großen Tankstelle erforderlich. Zusätzlich war zwischen 1948 und 1978 ein Gebäude als Schule auf dem Camp eingerichtet worden.
Da alsbald die Truppenbaracken nicht mehr den zeitgemäßen Anforderungen entsprachen, wurden ab 1972 weitere 13 neue Gebäude erbaut, die ab 1976 belegt wurden und bis zu 1500 Soldaten aufnehmen konnten. Des Weiteren wurden bis 1981 ein Selbstbedienungsrestaurant, konzipiert für 2000 Mahlzeiten pro Tag, eingerichtet sowie 1988 neue Garagen erbaut und ab 1998 ein Museum zur Geschichte des Lagers betrieben.
Derzeit betreuen 9 Offiziere, 46 Unteroffiziere und 102 Berufssoldaten das Lager, das mittlerweile zu einem der größten Lager der belgischen Streitkräfte geworden ist. Im Rahmen der Strategischen Vision 2030 plant jedoch das Verteidigungsministerium, das militärische Stammpersonal auf 30 Personen zu reduzieren. Das soll möglich werden durch Auslagerung von Diensten in die Privatwirtschaft. Alle Dienstleistungen auf dem Camp wie beispielsweise Schreinerei, Gartenpflege, Schmiede und Küche werden bereits durch Zivilpersonal erbracht, womit das Lager einen wichtigen Sozialfaktor für die umliegende Bevölkerung darstellt. Dabei arbeitet die Lagerverwaltung intensiv mit den Ämtern der Gemeinde des Ortes Elsenborn zusammen; die Soldaten sind in örtlichen Sportvereinen und anderen gesellschaftlichen Gruppierungen integriert, und ihre Kinder besuchen die jeweiligen Schulen der Gemeinde. Im Gegenzug war es möglich, im Rahmen der Flüchtlingskrise in Europa ab 2015 bis zu 500 Flüchtlinge bis November 2016 in den in den 1970er Jahren errichteten Kasernengebäuden auf dem Camp unterzubringen. Die Lagerverwaltung gibt alle zwei Jahre im Rahmen eines Tages der offenen Tür einen Einblick in das Lagerleben.

## Kapelle Lager Elsenborn
Bereits unter preußischer Verwaltung gab es in dem 1911 freiwerdenden alten Postgebäude des Lagers einen improvisierten Kirchenraum und einen Ankleideraum für den Geistlichen, nachdem die Poststelle in einem Neubau untergebracht worden war. Mit der Übernahme des Truppenübungsplatzes durch das belgische Militär im Jahr 1920 wurde seitens der neuen Militärverwaltung der Bau einer separaten Kapelle genehmigt. Diese wurde in Holzbauweise errichtet und brannte bereits 1929 vollständig nieder.
Daraufhin erfolgte im Jahr 1932 die Grundsteinlegung für die heutige Kapelle, errichtet nach Plänen des Vervierser Architekten Emile Burget in Steinbauweise. Sie wurde sowohl der heiligen Barbara, der Schutzpatronin der Pioniere und Artilleristen, als auch dem heiligen Christopherus, dem Schutzpatron der Fernmeldetruppen, gewidmet. Im Zweiten Weltkrieg wurde die Kapelle von den deutschen Besatzern als Matratzenlager und Kino missbraucht. Ansonsten hatte die Kapelle die Bombardements der Amerikaner relativ heil überstanden und konnte 1945, nachdem die Belgier das Camp wieder übernommen hatten, erneut als Kirchenraum genutzt werden. Mit Unterstützung des Antwerpener Jesuitenpaters Decker, der als Geistlicher Betreuer einer vor Ort arbeitenden Forsttruppe auf die Kapelle aufmerksam geworden war, konnte die Kapelle wieder entsprechend hergerichtet und mit Hilfe von Geldspenden mit 45 in Brüssel hergestellten neuen Fenstern ausgestattet werden. Schließlich konnte Ende September 1946 die Kapelle in Anwesenheit der belgischen Königin Elisabeth und des päpstlichen apostolischen Nuntius Fernando Cento feierlich wieder in Betrieb genommen werden.
Die Kapelle wird seitdem regelmäßig für Gottesdienste für die Soldaten und ihre Angehörigen sowie für die Beschäftigten im Camp und die Dorfbewohner genutzt. Jährlich zum belgischen „Festtag des Königs“ am 15. November, der zugleich der Tag der Deutschsprachigen Gemeinschaft ist, wird in der Kapelle des Camps von dem amtierenden Militärpfarrer das traditionelle Te Deum abgehalten, zu dem die Soldaten, die Bevölkerung sowie prominente Gäste eingeladen sind. Diese Veranstaltung musste im Jahr 2016 ausfallen, da die Kapelle aus bautechnischen Sicherheitsgründen einige Monate zuvor geschlossen werden musste.
Steigende Kosten für die Aufrechterhaltung des allmählich marode werdenden Gebäudezustandes führten in neuerer Zeit zu der Idee des belgischen Verteidigungsministers Pieter De Crem, eine Gebühr für die Nutzung des Kirchengebäudes zu fordern. Schließlich wurden im November 2016 von der Brüsseler Regierung 20.000 € für die Sanierung des Kirchengebäudes zugesagt, die in den nächsten Monaten und Jahren umgesetzt werden soll.

## Truschbaum-Museum
Um den Soldaten und der Bevölkerung die lange und abwechslungsreiche Geschichte des Truppenübungsplatzes und des Camps Elsenborn näherzubringen, wurde 1998 in dem Lager ein öffentliches Museum mit Innen- und Außenbereichen eingerichtet. Mit seinen Exponaten werden neben der Geschichte die verschiedenen Verbände und Waffengattungen sowie zahlreiche Militaria ausgestellt und bedeutende in einem Bezug zum Lager stehende Persönlichkeiten porträtiert. Das Museum ist nur an Werktagen von Montag bis Donnerstag geöffnet.
Namensgeber für das Museum wurde der Truschbaum (600 m O.P.), der als Wahrzeichen Elsenborns gilt. Der uralte und knorrige Buchenbaum überstand die Stürme des 14. Januar 1984 nicht, sein bereits hohler Stamm brach über. Am 15. November 1984 wurde daraufhin ein neuer Truschbaum gepflanzt. Der Truschbaum findet sich auch im Wappen der Truppenübungsplatz-Kommandantur wieder.

## Natura 2000

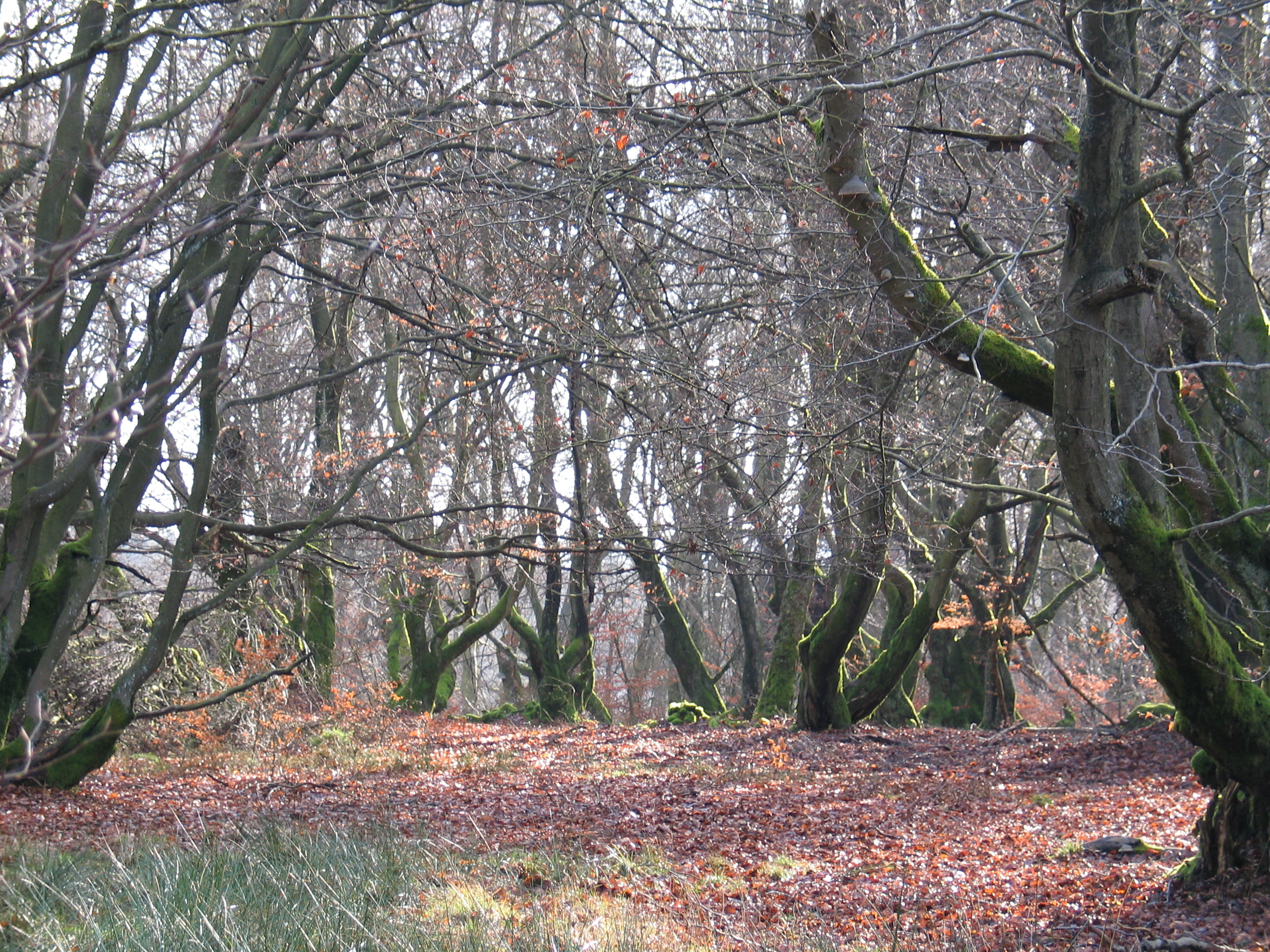
Hutewald bei der Hohen Mark

Der größte Teil des Truppenübungsplatzes gilt wegen seiner seltenen Tier- und Pflanzenwelt als schützenswertes Gebiet und wurde zu diesem Zweck seit Oktober 2006 mit der Kenn-Nummer „BE 33037“ in die Fauna-Flora-Habitat-Richtlinie des Programms „Natura 2000“ aufgenommen. Der durchweg saure Moorboden bewirkt, dass sich im Besonderen Narzissen, Bärwurz, Arnika, Heidekraut, Blau- und Preiselbeeren gut ausbreiten können. Große Flächen werden von dem Borstgras eingenommen, durchsetzt mit kleineren Waldinseln bestehend aus Besenginster, Ohrweiden, Zitterpappeln, Ebereschen, Faulbaum, Hänge- und Moorbirken. Im nördlichen Areal des Platzes existiert ein größerer Hutewald, der mehrheitlich aus alten Buchen mit ihren markanten Stockausschlag besteht und der seine besondere Struktur der Beweidung durch größere Viehherden verdankt.
Um zu verhindern, dass Bäume und Sträucher zu viel Raum einnehmen, und um die Flächen offenzuhalten, werden in regelmäßigen Abständen bestimmte Areale kontrolliert abgebrannt. Dadurch entspricht der Charakter des Geländes heute noch dem Stand, wie er vor seiner Verwendung als Truppenübungsplatz mit seiner kleinbäuerlichen und landwirtschaftlichen Nutzung gewesen sein dürfte.
Mehr als 78 Vogelarten sind auf dem Gebiet des Übungsplatzes heimisch, und es sind vor allem die am Boden brütenden Braun- und Schwarzkehlchen sowie der Schwarzstorch, die dort ideale Lebensbedingungen vorfinden. Typisch für die Moorvegetation sind über 30 Tagfalterarten, darunter der Blauschillernde Feuerfalter und der Randring-Perlmuttfalter, die hier als typische Bewohner feucht-kalter Lebensräume durch die nacheiszeitliche Neubesiedlung heimisch wurden.

## Trivia
Im August 1912 absolvierte der Maler August Macke hier eine Reserveübung.